# Port Ghalib
Port Ghalib (arabe : بورت غالب) est une ville nouvelle balnéaire et un port égyptien situé au bord de la mer Rouge dans le sud de l’Égypte, à proximité de l’aéroport international de Marsa Alam.
La ville est construite depuis le début des années 2000 et est toujours en cours de développement.

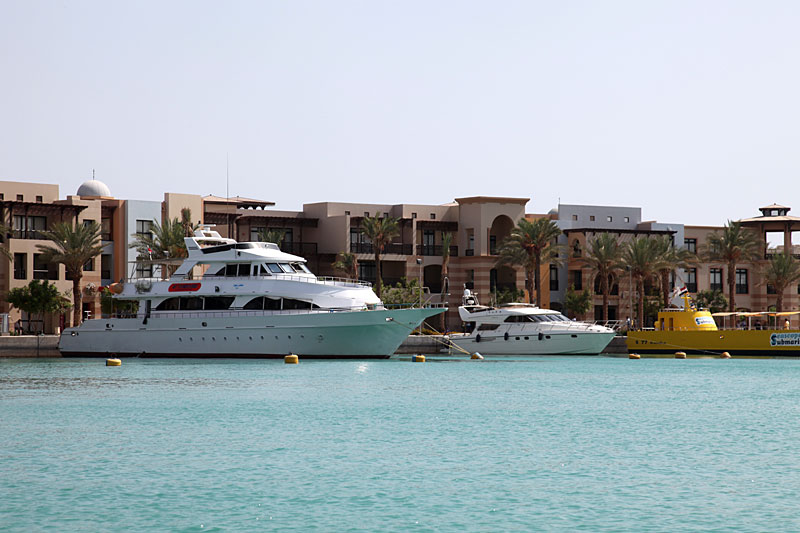
Marina de Port Ghalib.

Construite autour d'une marina destinée notamment à accueillir des navires de croisière, elle comporte un important habitat de villégiatures, des commerces et un centre de congrès.
La ville est sillonnée de divers canaux.
Beyoncé y a donné son unique concert égyptien lors de sa tournée I Am... World Tour le 6 novembre 2009.